# لينداو
لينداو (بالألمانية: Lindau) هي بلدة ألمانية تقع في ألمانيا في لينداو. يقدر عدد سكانها بـ 24,537 نسمة . وهي تتبع ولاية بافاريا.

## صور من لينداو

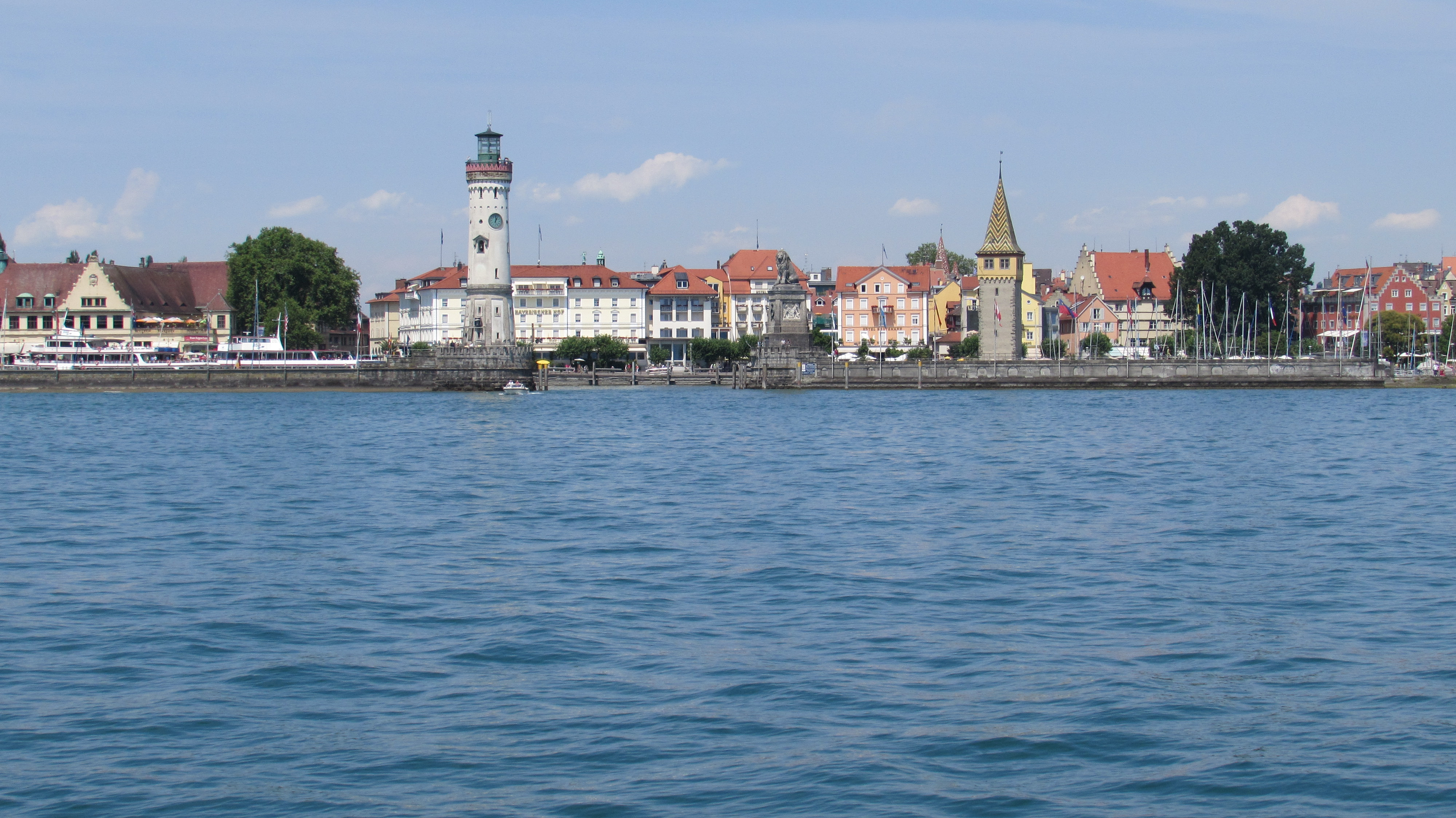
لينداو كما ترى من بحيرة بودنسي.

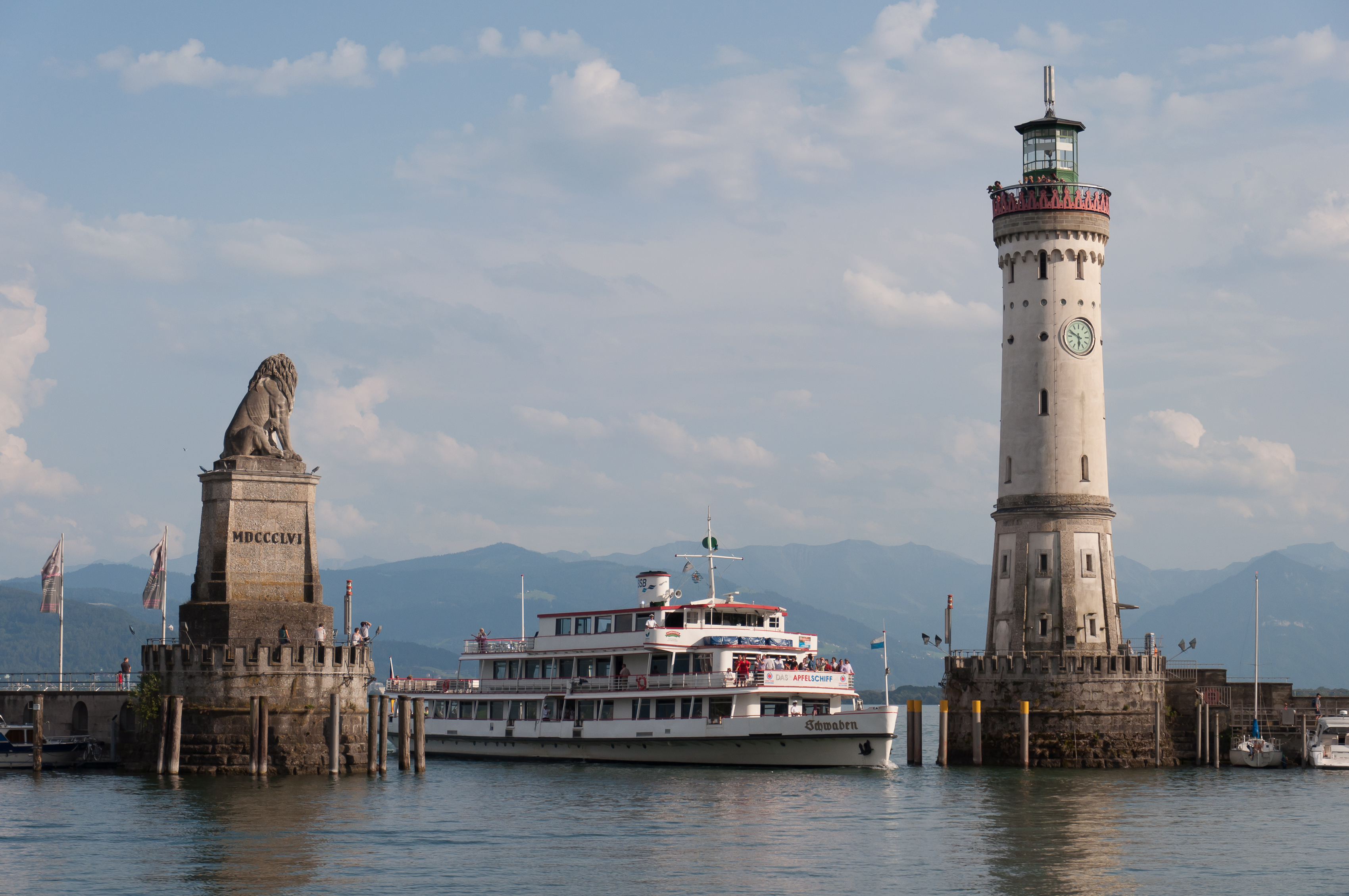
مدخل الميناء الشهير

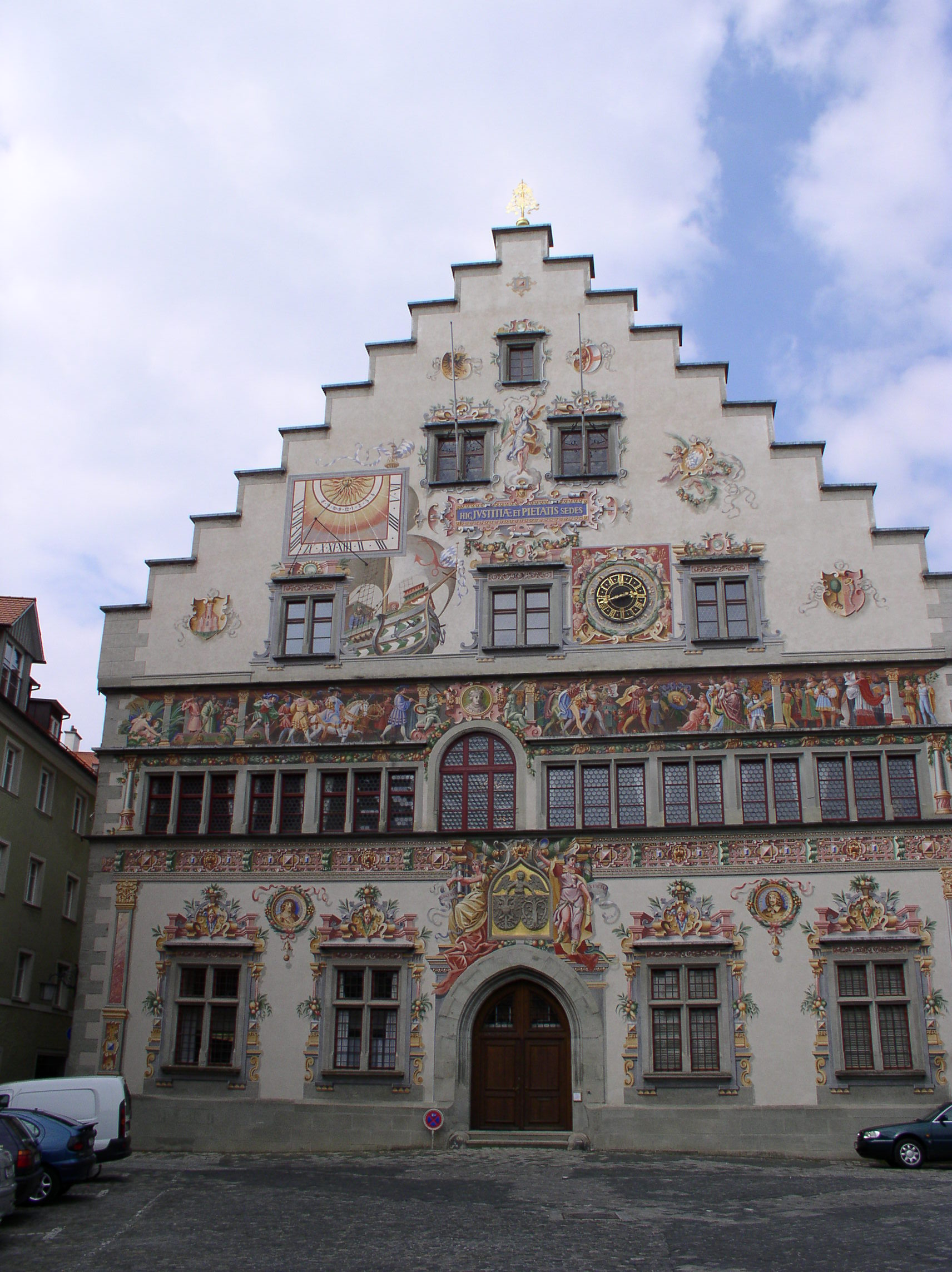
بيت العمدة في لينداو

## المدن التوأمة
مدينة شيل هي مدينة توأمة لـلينداو.

## أعلام
- فلوريان فريك
- رودي سبرينغ
- كاترين وورل شيلر
- بيير لورانس
- فاليريا كلاينر